# Stede Broec
| Gemeentegrenzen Wijkgrenzen Buurtgrenzen Autosnelweg Secundaire weg Spoorweg |  |  | ██ Geselecteerde gemeente ██ Bebouwd gebied ██ Bos of park ██ Binnenwater, rivier of kanaal |

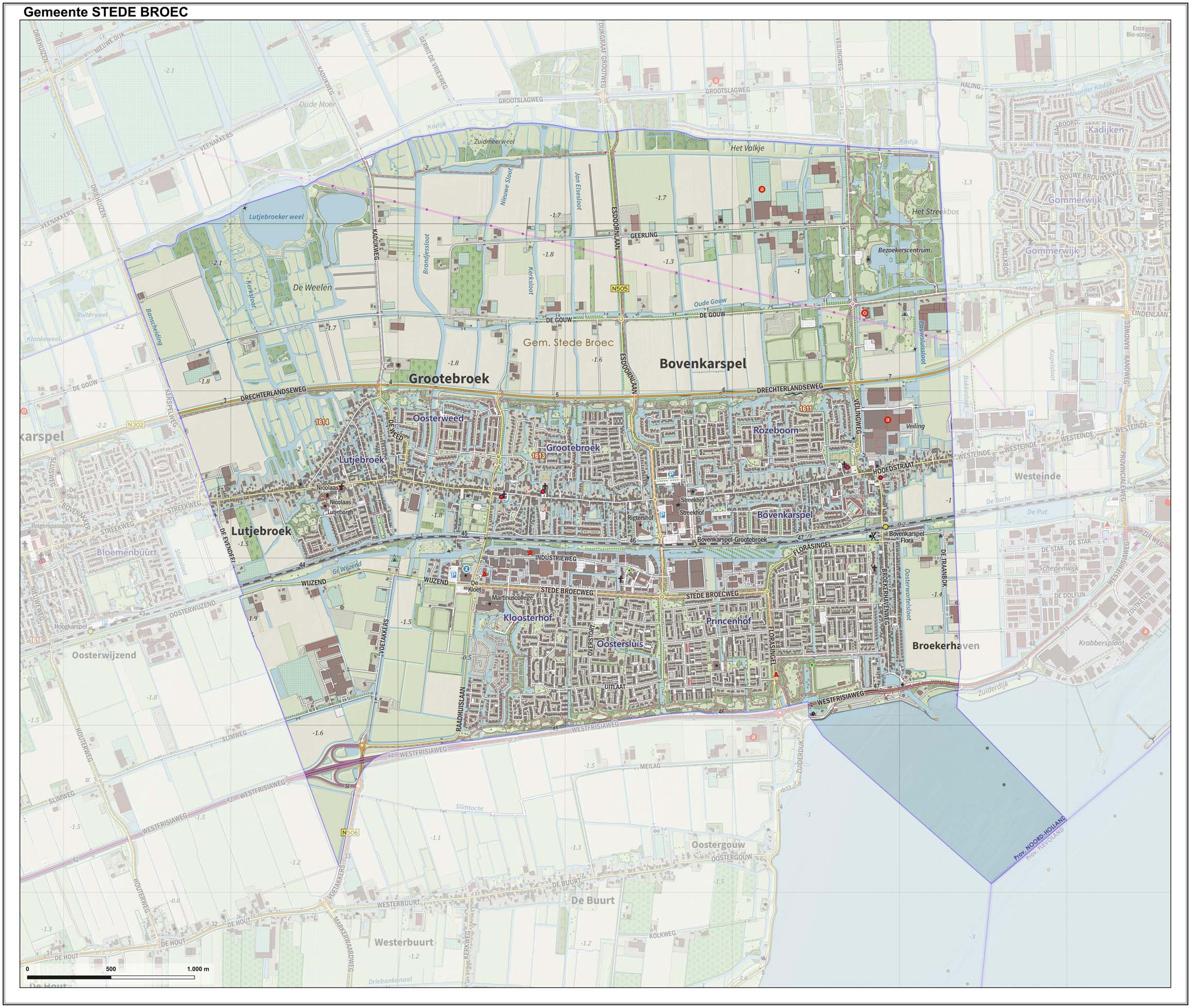
Topografische gemeentekaart van Stede Broec, september 2022

Stede Broec en omgeving

Stede Broec (uitspraakⓘ) is een gemeente in de Nederlandse provincie Noord-Holland, meer bepaald in de regio West-Friesland. De gemeente telt 22.217 inwoners (22 november 2024, bron: CBS) en heeft een oppervlakte van 16,4 km². Stede Broec grenst aan de gemeenten Enkhuizen, Drechterland en Medemblik, en ligt in het zuiden aan het Markermeer.
Stede Broec bestaat (van oost naar west) uit de dorpen Bovenkarspel, Grootebroek en Lutjebroek. Deze dorpen lagen van oudsher al tegen elkaar aan, maar sinds de jaren 70 van de 20e eeuw zijn Bovenkarspel en Grootebroek volledig aan elkaar vastgebouwd, waardoor beide dorpen in feite één woonkern vormen. Het kleinere Lutjebroek ligt nog enigszins los van deze hoofdkern.
Lange tijd was tuinbouw (met onder meer bloembollenteelt) de belangrijkste economische activiteit in de dorpen van de gemeente. Sinds de grote uitbreidingen fungeert Stede Broec voornamelijk als forenzengemeente voor de Randstad en de grotere plaatsen in Noord-Holland.
De gemeente vervult, naast Hoorn en Enkhuizen, een beperkte verzorgingsfunctie voor oostelijk West-Friesland, met een groot winkelcentrum en voortgezet onderwijs.
Belangrijkste verbindingswegen in de gemeente zijn de oost-west verlopende N505 (Drechterlandseweg, ten noorden van de bebouwing) en N307 (Provinciale weg/Zuiderdijk, ten zuiden van de bebouwing). De Hoofdstraat/Zesstedenweg/P.J. Jongstraat, de weg waaraan de drie dorpen zijn ontstaan en van oudsher de belangrijkste verbinding, is op veel plaatsen verkeersluw gemaakt en wordt ter hoogte van het winkelcentrum zelfs geheel onderbroken. Stede Broec ligt aan de spoorlijn Amsterdam-Enkhuizen en heeft twee stations, Bovenkarspel-Grootebroek en Bovenkarspel Flora.
De haven van Stede Broec, Broekerhaven, is als kleine jachthaven in gebruik. Hier staat ook het belangrijkste industriële monument van de gemeente, De Overhaal, een scheepslift waarmee vroeger schuiten vanuit de haven in de veel lager gelegen poldersloot werden getild (en vice versa).
In het noorden van de gemeente ligt het recreatie- en natuurgebied "Het Streekbos".

## Plaatsen binnen de gemeente
Dorpen:
- Bovenkarspel (gemeentehuis)
- Grootebroek
- Lutjebroek

Buurtschappen:
- Broekerhaven
- Horn

## Aangrenzende gemeenten
| Aangrenzende gemeenten | Aangrenzende gemeenten | Aangrenzende gemeenten | Aangrenzende gemeenten | Aangrenzende gemeenten     |
| ---------------------- | ---------------------- | ---------------------- | ---------------------- | -------------------------- |
|                        |                        | Medemblik              |                        |                            |
|                        |                        |                        |                        |                            |
|                        | Enkhuizen              |                        |                        |                            |
|                        |                        |                        |                        |                            |
| Drechterland           |                        |                        |                        | Lelystad (Fl) (Markermeer) |

## Geschiedenis
Reeds in de Bronstijd werd het gebied dat nu tot de gemeente Stede Broec behoort bewoond. In de gemeente liggen dan ook meerdere grafheuvels, waaronder een binnen de bebouwde kom van Grootebroek. Deze grafheuvel ligt op de hoek van de straten Inlaat en Overstort. 
Op 2 augustus 1364 werden Grootebroek en Bovenkarspel door hertog Albrecht van Beieren tot een 'stad' met stadsrechten samengevoegd, onder de naam Broek. In 1402 kwamen ook Lutjebroek en Horn daarbij, later volgde ook Hoogkarspel. Binnen de grenzen van deze stede ontstond in de loop der tijd uit enige buurtschappen Andijk, dat echter tot ca. 1800 niet werd erkend als zelfstandig dorp binnen het stadsverband. Hoewel Broek juridisch gezien een stad was, ontbraken enkele in het oog springende kenmerken: het bezat geen stadsmuren, kon niet als één woonkern worden beschouwd en was uitgesproken agrarisch van karakter. Het stad-zijn leidde tot concurrentie met het naburige Enkhuizen, dat vooral dwars lag toen Broek een haven wilde aanleggen. De Broekerhaven werd uiteindelijk toch in 1450 opgeleverd. Broekerhaven werd uiteindelijk ook een eigen woonkern, naast de bestaande dorpen.
Rond 1800, in de Franse tijd, veranderde de bestuurlijke indeling van Nederland meermaals. Het uiteindelijke resultaat was dat Hoogkarspel, Bovenkarspel en Grootebroek (samen met Lutjebroek) aparte gemeenten werden; de gezamenlijke 'stede' werd opgeheven. Na de Tweede Wereldoorlog werd de samenwerking weer uitgebreid, voornamelijk als gevolg van de ruilverkaveling en de grote uitbreidingen. In 1979 voegden de gemeenten Grootebroek en Bovenkarspel zich weer samen tot de huidige gemeente onder de naam Stede Broec, een verwijzing naar de historische gezamenlijke stadsrechten.
Eind jaren 60 van de 20e eeuw werd begonnen met - voor dorpen - grootschalige nieuwbouw in Bovenkarspel en Grootebroek, om bevolkingsoverloop uit de Randstad op te vangen. Beide dorpen werden aan elkaar vastgebouwd en Stede Broec groeide uit tot een woonkern met ruim 20.000 inwoners. Bij het treinstation Bovenkarspel-Grootebroek is een kunstmatig centrum van deze woonkern gecreëerd, met als belangrijkste trekker het grote winkelcentrum Streekhof, dat een regionale functie heeft.
Broekerhaven lag vroeger aan de Zuiderzee. Sinds de afsluiting van de Zuiderzee ligt het aan het Markermeer. Het vormt nog altijd een eigen kern, al valt de plaats formeel onder Bovenkarspel. In de polder tussen het oude Bovenkarspel en Broekerhaven ligt de wijk Plan Zuid, waardoor Broekerhaven nu zo goed als aansluit bij de rest van de bebouwing van Stede Broec.
In februari 1999 vond in Bovenkarspel de Legionellaramp plaats, een van de grootste uitbraken van de veteranenziekte in de geschiedenis, waarbij 32 mensen om het leven kwamen.

### Gemeenteraad en college van B&W
De gemeenteraad van Stede Broec bestaat uit negentien zetels. Hieronder staat de samenstelling van de gemeenteraad sinds 1998:
| Gemeenteraadszetels                | Gemeenteraadszetels | Gemeenteraadszetels | Gemeenteraadszetels | Gemeenteraadszetels | Gemeenteraadszetels | Gemeenteraadszetels | Gemeenteraadszetels |
| Partij                             | 1998                | 2002                | 2006                | 2010                | 2014                | 2018                | 2022                |
| ---------------------------------- | ------------------- | ------------------- | ------------------- | ------------------- | ------------------- | ------------------- | ------------------- |
| ODS                                | -                   | -                   | 4                   | 5                   | 5                   | 7                   | 6                   |
| CDA                                | 3                   | 3                   | 4                   | 5                   | 5                   | 6                   | 5                   |
| VVD                                | 3                   | 1                   | 1                   | 2                   | 2                   | 2                   | 3                   |
| PvdA                               | 2                   | 1                   | 4                   | 3                   | 2                   | 2                   | 1                   |
| GroenLinks                         | 2                   | 1                   | 1                   | 3                   | 2                   | 2                   | 1                   |
| Gemeentebelangen Stede Broec (GBS) | 5                   | 6                   | 3                   | 2                   | 3                   | 1                   | 1                   |
| Onafhankelijke Partij (OP)         | 3                   | 6                   | 2                   | 2                   | 2                   | 1                   | 1                   |
| SP                                 | -                   | -                   | -                   | -                   | -                   | -                   | 1                   |
| Eerlijk Leefbaar Stede Broec       | -                   | -                   | -                   | -                   | -                   | -                   | 1                   |
| D66                                | 1                   | 1                   | -                   | -                   | -                   | -                   | -                   |
| Totaal                             | 19                  | 19                  | 19                  | 19                  | 19                  | 19                  | 19                  |

Sinds 13 juli 2017 is drs. R.A.P. (Ronald) Wortelboer burgemeester van Stede Broec.
Het college van burgemeester en wethouders bestaat zodoende uit:
- Burgemeester: Ronald Wortelboer (VVD);
- Wethouder: Thijs Visser (ODS);
- Wethouder: Nico Slagter (CDA);
- Wethouder: Philippe van Ham (VVD).

## Cultuur

### Monumenten
In de gemeente zijn er een aantal rijksmonumenten, gemeentelijke monumenten en oorlogsmonumenten, zie:
- Lijst van rijksmonumenten in Stede Broec
- Lijst van gemeentelijke monumenten in Stede Broec
- Lijst van oorlogsmonumenten in Stede Broec

### Kunst in de openbare ruimte
In de gemeente zijn diverse beelden, sculpturen en objecten geplaatst in de openbare ruimte, zie:
- Lijst van beelden in Stede Broec